# Fernando Jáuregui Campuzano
Fernando Jáuregui Campuzano (Santander, Cantàbria, 1950) és un periodista espanyol.

## Trajectòria periodística

### Premsa escrita
Fernando Jáuregui s'incorpora al món de la comunicació després d'acabar els seus estudis de Dret i de Periodisme a Madrid, començant com a periodista a Europa Press. Durant els anys següents va començar a escriure columnes en diversos diaris de tirada nacional com són l'Informaciones, el Diario 15 (entre 1975 i 1982), El País (entre 1982 i 1989), El Periòdico, El Independiente (durant el 1989), el Ya i a El Correo.
Actualment escriu a l'ABC i l'Agència Colpisa i, a l'hora, dirigeix la revista Más-Más i el diari digital Diariocritico.com.

### Ràdio
Ha sigut comentarista polític de la COPE i de Radio Nacional de España. El 1993 s'incorpora a Onda Cero i el 1995 entra a formar part de l'equip que posa en marxa l'espai de debat La Brújula que dirigeix Ernesto Sáenz de Buruaga.
Al septembre de 1997 s'incorpora a Radio Nacional de España com a col·laborador del programa 24 Horas, on va treballar fins al mes de maig de 2004. Va tornar a la cadena el 2013 col·laborant amb el programa Las mañanas de RNE. Col·labora a més a més al programa Herrera en la onda, també a RNE.

### Televisió
El 1993 va ser anomenat subdirector de serveis informatius a Telecinco quan dirigia el programa Mesa de redacción (entre 1994 i 1995), substituint a Miguel Ángel Aguilar, inicialment amb la col·laboració de Luis Mariñas i Julio Fernández i, posteriorment, en solitari. Dos anys després es va incorporar com a tertulià al programa Los desayunos de TVE a TVE (del 1997 al 2004).
Des del 2004 col·labora a les tertúlies dels programes Alto y Claro de Telemadrid, El programa de Ana Rosa de Telecinco, La vuelta al mundo de Veo7 (entre 2009 i 2010), Las mañanas de Cuatro' de Cuatro i La noche en 24 horas de TVE.

## Publicacions
Ha publicat nombrosos llibres:
- La otra historia de UCD (1980, juntament amb Manuel Soriano)
- Crónica del antifranquismo (1985, amb Pedro Vega)
- La derecha después de Fraga (1987)
- Julio Anguita (1992)
- La metamorfosis: los últimos años de Felipe González: de la crisis de Suresnes a la crisis del XVIII Congreso (1993)
- El hombre que pudo ser FG: pasión y muerte de Antonio Amat "Guridi" y otros "malditos" del PSOE (1994, amb la col·laboració de Manuel Ángel Menéndez Gijón)
- Lo que nos queda de Franco: símbolos, personajes, leyes y costumbres, veinte años después (1995)
- Crónicas de la crispación (1996 amb Pilar Cernuda)
- Aznarmanía (1997 amb Pilar Cernuda)
- Servicios Secretos (2000 juntament amb Pilar Cernuda i Joaquín Bardavío)
- 23-F: la conjura de los necios (2001 amb la col·laboració de Pilar Cernuda i Manuel Ángel Menéndez Gijón)
- El sequerón: ocho años de aznarato (2004 amb Pilar Cernuda)
- Cinco horas y toda una vida con Fraga (2004)
- Los secretos del Nuevo Periodismo (2006 com a coordinador amb Manuel Ángel Menéndez Gijón)
- La decepción (2008)
- El Zapaterato. La negociación. El fin de ETA (2010 juntament amb Manuel Ángel Menéndez Gijón)